# Jaap van Mesdag
Geert Jaap Gilles van Mesdag Hasselt (Fribourg, Zwitserland, 4 januari 1922 – Hilversum, 23 oktober 2015) was een Engelandvaarder. Hij werd Jaap van Mesdag genoemd en dankte zijn leven aan zijn trompet.
De ouders  van Jaap woonden in Hilversum en Jaap had op Het Baarnsch Lyceum gezeten, waar hij onder meer met Ernst Sillem bevriend was geraakt. Hij had drie jongere broers. De oudste van hen, Jat, vloog tijdens de oorlog voor de RAF en verongelukte op 6 maart 1945. De volgende broer is Maarten, die in 2013 overleed. Jongste broer Rob was een bekend roeier en is in Londen overleden op 18 juli 2018.

## Oorlogsjaren
Toen de Tweede Wereldoorlog uitbrak, studeerde Van Mesdag medicijnen. Hij speelde trompet bij The Hurricanes met onder meer Wessel Ilcken.
Engelandvaart
Op 31 augustus 1942 besloot hij met Ernst Sillem in een kano vanuit Ouddorp naar Engeland te varen. Ze hadden twee fietstassen bij zich, een paar benzineblikken en een trompet. Het was die avond pikdonker, het leek een goed moment om te vertrekken, maar al gauw werd het slecht weer. Op een gegeven moment zagen ze het silhouet van enkele schepen. Ze besloten hun aandacht te trekken en te riskeren dat het Duitse schepen waren. Van Mesdag blies op zijn trompet en zo werden ze door Duitsers gered en gearresteerd. Aan boord kregen ze droge kleren en Ersatz (nep)-koffie. Op 17 januari werd Van Mesdag overgeplaatst naar Kamp Vught, dat twee dagen daarvoor was geopend. Op zijn blauwwit gestreepte jasje was zijn registratienummer Vu1082 genaaid, met een rode driehoek eronder, hetgeen aangaf dat hij een politieke gevangene was. Later kwam hij in concentratiekamp Natzweiler-Struthof terecht en daarna in Dachau, waar toen ook  W.L. Brugsma, Carel Steensma, Floris Bakels en Herman Wiardi Beckman zaten.

## Na de oorlog
Van Mesdag heeft in 1976 de Stichting Vroege Vogels opgericht. Deze stichting heeft een eigen hangar in Lelystad waar  oude vliegtuigen worden gerestaureerd, vaak met authentieke onderdelen. De stichting heeft onder meer een Fokker D-VII nagebouwd met een 200pk watergekoelde Mercedes D IIIau-motor, waarop 'garantie tot 1919' gegraveerd stond.
De stichting heeft niets te maken met het radioprogramma Vroege Vogels.
In 1995 maakten Sillem en Van Mesdag hun kanotocht opnieuw, ditmaal vertrokken ze uit Stellingdam en hadden ze gezelschap van enkele volgboten. Ze bereikten Harwich wel.
In 2012 maakte Jaap van Mesdag weer de herdenking mee op de begraafplaats bij de Grote Kerk in Hilversum, waar de naam van zijn broer Jan Bart bij de namen van negen andere oud-leerlingen van Het Nieuw Lyceum op het monument staat.
Van Mesdag woonde in een molen in Nederhorst den Berg, maar verhuisde begin 2013 naar Naarden. De laatste maanden van zijn leven woonde hij in Care Residence Zonnestraal in Hilversum. Hij overleed uiteindelijk op ruim 93-jarige leeftijd in 2015.

#### Onderscheiden
In 2008 ontving hij de versierselen van Ridder in de Orde van Oranje-Nassau uit handen van burgemeester Bijl van de gemeente Wijdemeren.